# پا کوناته
پا کوناته (انگلیسی: Pa Konate؛ زادهٔ ۲۵ آوریل ۱۹۹۴) بازیکن فوتبال متولد سوئد اهل گینه است.
از باشگاه‌هایی که در آن بازی کرده است می‌توان به باشگاه فوتبال اسپال، باشگاه فوتبال مالمو، و باشگاه فوتبال اوسترش اشاره کرد.
وی همچنین در تیم‌های ملی فوتبال زیر ۲۱ سال سوئد، سوئد، و گینه بازی کرده است.